# هیلروم
هیلروم (انگلیسی: Hillrom) شرکت تجهیزات پزشکی آمریکایی است، که در سال ۱۹۲۹ تأسیس شد.